# Saifu
Saifu – legendarny władca Królestwa Aksum rządzący w drugiej połowie VI wieku.

## Źródła
Saifu został wspomniany w chińskiej biografii Mahometa pod tytułem Tianfang Zhisheng shilu, napisanej pomiędzy 1721 a 1724 autorstwa Liu Zhi. W pracy tej Liu wykorzystał starsze materiały, użyte w innej biografii napisanej przez Sa'ida al-Dina Mohammeda bin Mas'uda bin Mohammada al-Kazarumiego, który zmarł w 1357 roku.

## Tradycja islamska
Według chińskiego biografa nieznany z imienia al-Nadżashi (czyli negus) Aksumu wysłał posła z darami do rodziców Mahometa. Wysłannik miał podążać za gwiazdą, która zapowiadała narodziny przyszłego proroka islamu. Kiedy Mahomet miał siedem lat, Saifu, opisany jako wnuk wspomnianego al-Nadżashiego, wysłał chłopcu do Arabii podobny prezent. Liu Zhi napisał, że Saifu był dziadkiem Ashamy ibn Abdżara, który udzielił w Aksum schronienia pierwszym muzułmanom w czasie Pierwszej Hidżry około 615 roku.

## Krytyka źródła
Tianfang Zhisheng shilu jest bardzo wątpliwym źródłem. Opowieści o dzieciństwie Mahometa były w późniejszych wiekach wielokrotnie dorabiane przez jego biografów. Z wiarygodnych źródeł prawie nic na ten temat nie wiadomo. Historia o gwieździe prowadzącej posłańca króla Aksum do Arabii bardzo przypomina biblijną relację o Mędrcach ze Wschodu zmierzających z darami do Dzieciątka Jezus. W tradycji muzułmańskiej Mahomet urodził się około 570 roku. Na podstawie tej daty można założyć, iż Saifu rządził około 577, jednak rok urodzenia Mahometa jest sporny. Saifu nie jest wzmiankowany ani w Kebra Nagast, ani nie pozostawił po sobie żadnych monet. Z drugiej strony Stuart Munro-Hay argumentuje, że umieszczenie Saifu w późnym wieku VI wydaje się prawdopodobne. Władcę można zmieścić pomiędzy znanymi z monet królami aksumskimi. Jego dziadka można wówczas identyfikować z Joelem, lub (według Munro-Haya) z Kalebem.